# Coriandru
Coriandrul (Coriandrum sativum) este o specie de plantă erbacee anuală din familia umbeliferelor, exclusiv de cultură, înaltă de 30–100 cm , cu flori albe sau roz  și fructe în formă de globulețe, bogate în uleiuri eterice, fapt pentru care semințele uscate se întrebuințează în industria farmaceutică, a parfumurilor sau drept condiment. Poartă și denumirile de puciognă, buruiană-pucioasă sau piper-alb.

## Caractere morfologice
- Rădăcina este pivotantă, subțire, slab ramificată [2].

- Tulpina este cilindrică, glabră, fin brăzdată, ramificată numai la partea superioară [2].

- Frunzele sunt verzi-deschis, glabre, foarte diferențiate după nivelul la care se află : cele bazale în rozetă sunt lung pețiolate, întregi, cu margine crenată sau trilobate până la trifoliate (se observă numai în stadiul de plantulă, deoarece se usucă repede), cele mijlocii, alterne, o dată sau de două ori penat sectate, cu lacinii late, inegal penat lobate ; frunzele superioare sunt sesile, de trei ori penat sectate cu lacinii rare, înguste, filiforme[2].

- Florile sunt grupate în umbele compuse, lung pedunculate, cu 3—7 radii și lipsite de involucru ; ele sunt pe tipul 5, cu petale albe sau ușor roz-violacei, inegale la florile de la marginea inflorescenței la care petala externă este mult mai mare (până la 4 mm) [2].

- Fructele sunt diachene sferice, cu diametru de 2–6 mm, galben-brune sau brune, cu cele două jumătăți unite, pe fiecare mericarp cu 5 coaste ondulate și 4 mai pronunțate, păstrînd la vârf resturile caliciului și cele două stigmate, miros plăcut la maturitate [2].

## Compoziție chimică
Principalii constituienți ai coriandrului sunt 0,20—1% ulei volatil format din 60—70% d-linalol sau coriandrol, geraniol, cimol, pinen, terpinen, felandren, dipentene, acid petroselinic etc. ; 15—20% lipide, 10% amidon, 4—5% substanțe minerale, pectine etc.

## Utilizare
- Utilizări terapeutice : Acțiune carminativă și stomahică, utilizat și corectiv pentru unele medicamente (uleiul volatil).

Are proprietăți bactericide și fungicide.
Având acțiune vermifugă, se folosește la combaterea viermilor intestinali .
Intră în compoziția ceaiului contra colicilor pentru copii, în ceaiul gastric nr. 2 și în ceaiul tonic aperitiv. Intră și în compoziția apei aromatice cu care se prepară apoi tinctura de malat de fier.
Coriandrul este cunoscut și ca un bun tonic al sistemului nervos.
- Utilizat în industria alimentară ca aromatizant și condiment.

## Cultivare
Înmulțirea se face prin semințe, care se seamănă în lunile aprilie-mai, în ghiveci se poate semăna în orice moment al anului. Coriandrul are nevoie de multă lumină, iubește soarele și căldura, iarna, vasul în care crește planta trebuie așezat într-o încăpere unde temperatura să nu coboare sub 18 grade C, vara se udă de două ori pe săptămână, umiditatea în exces duce la putrezirea rădăcinilor.

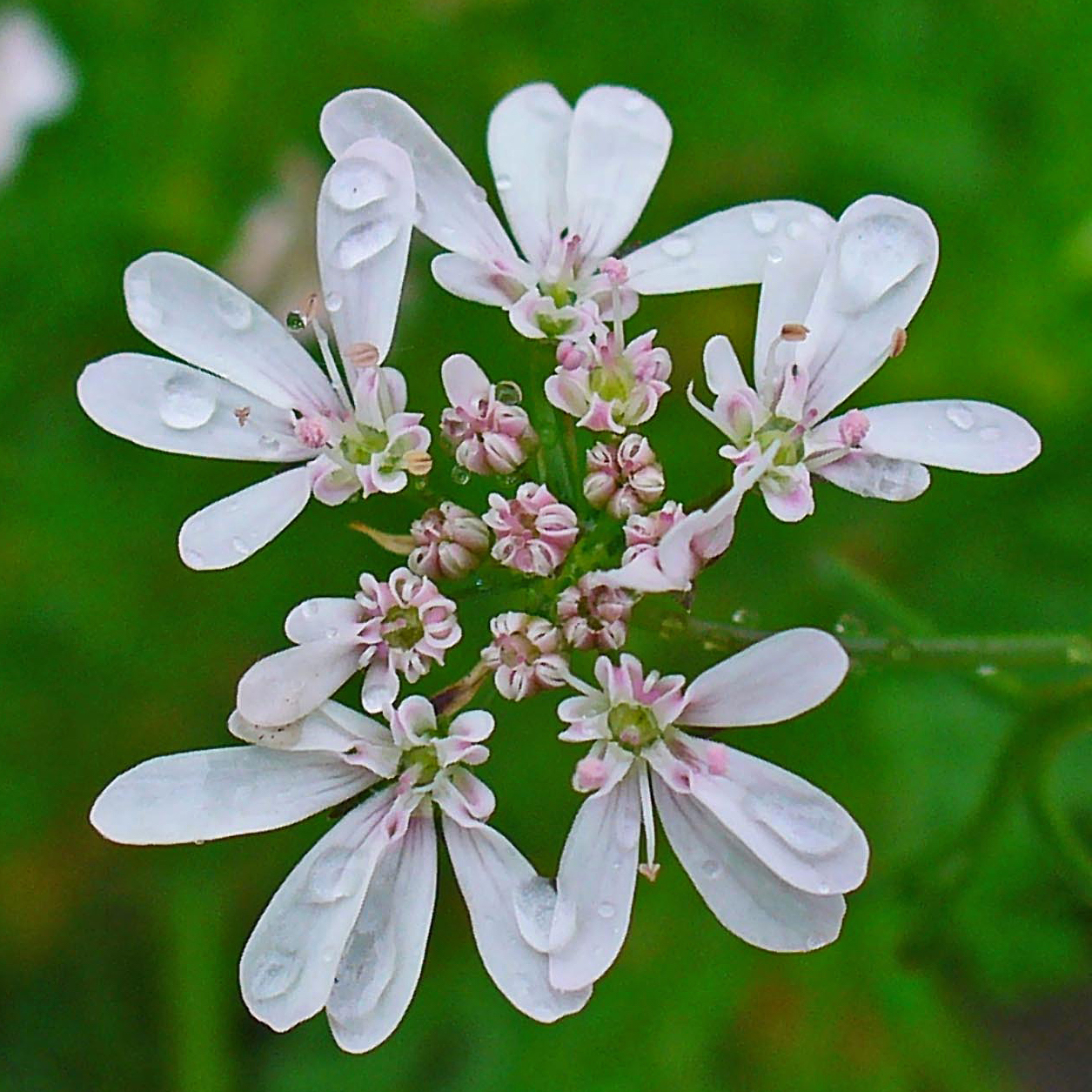
Floare de coriandru
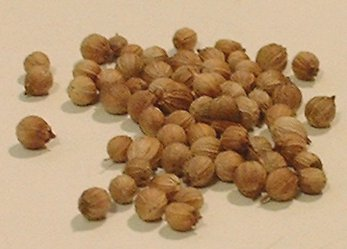
Seminţe coriandru
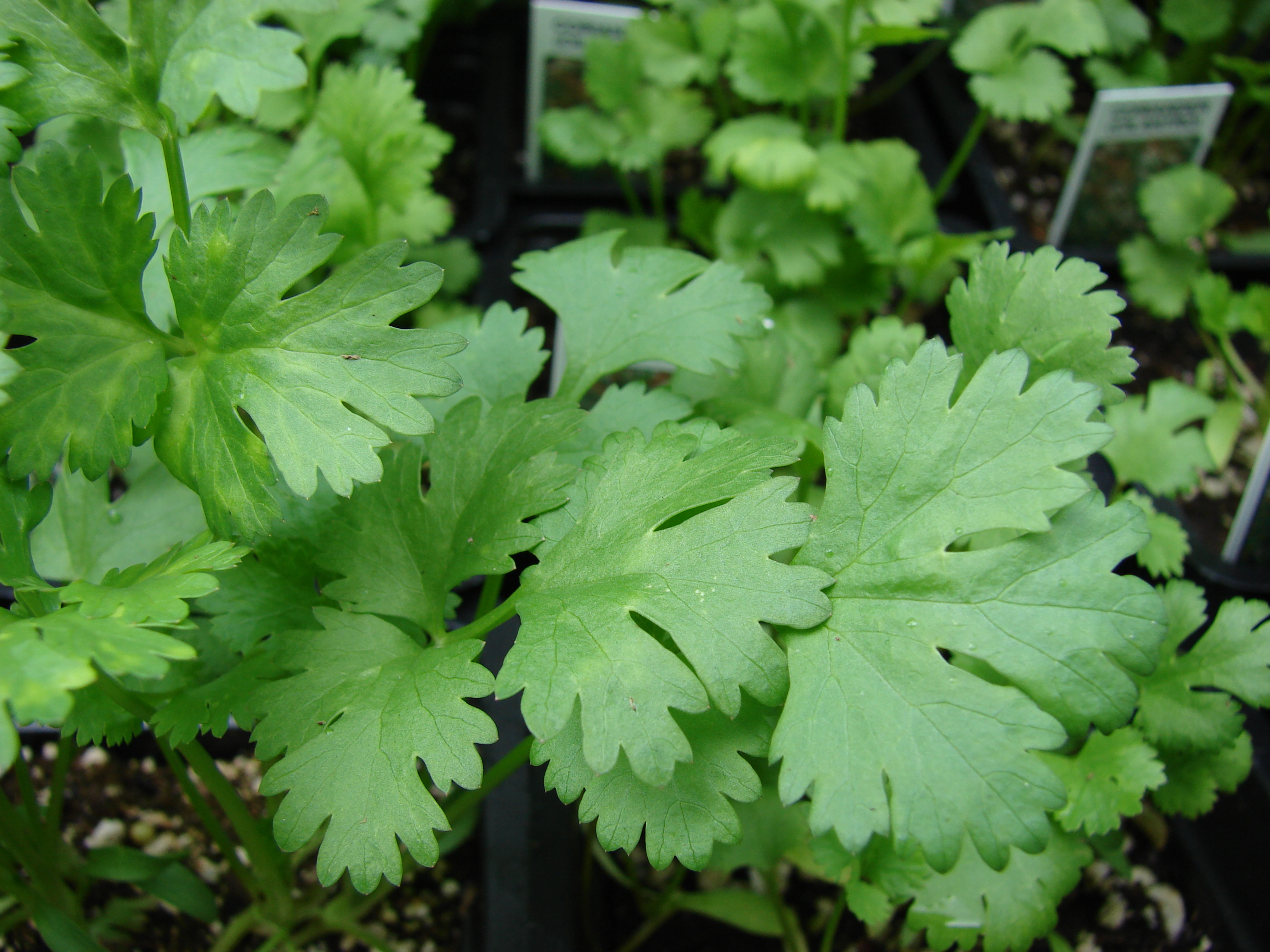
Frunze coriandru
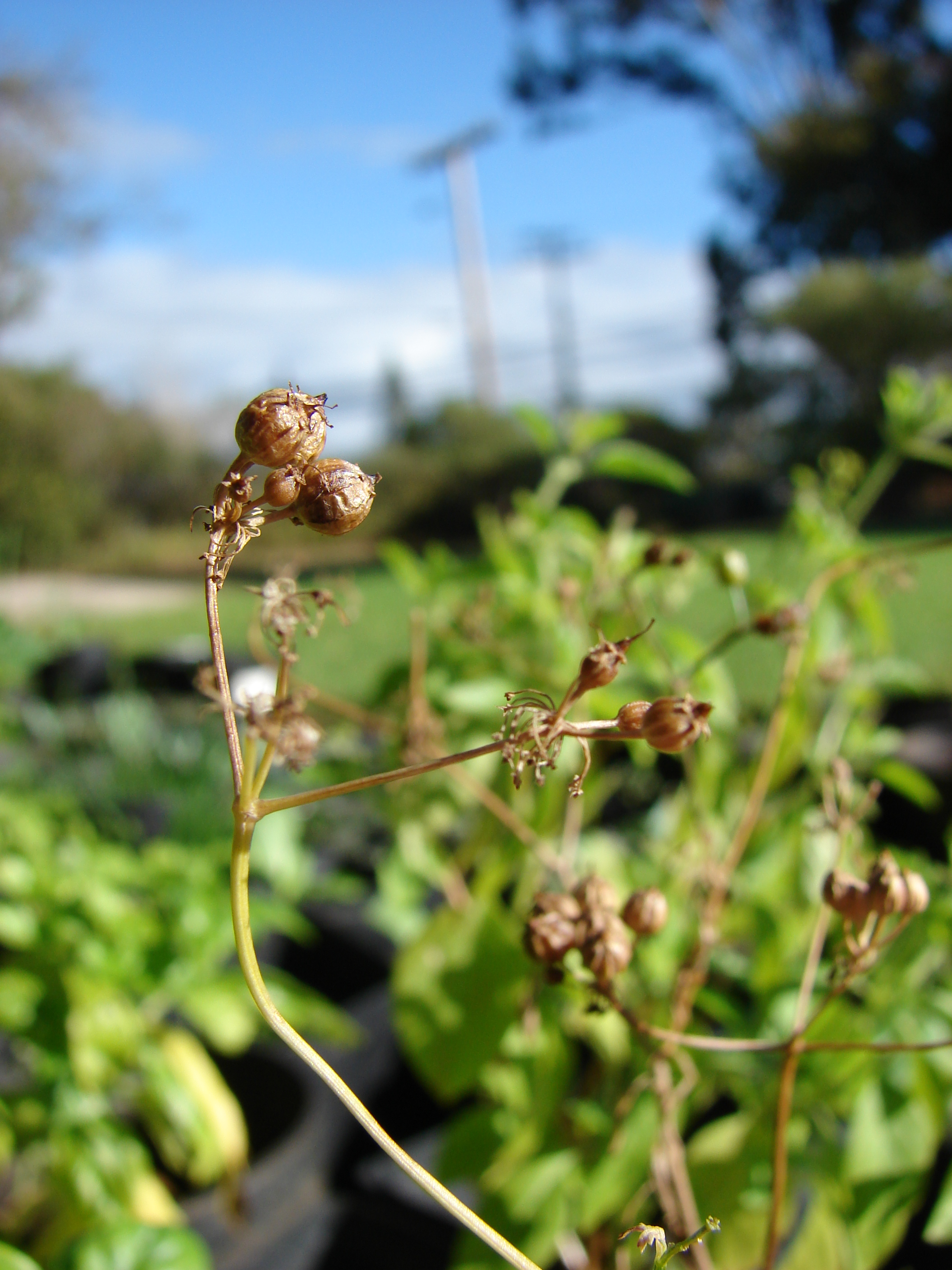
Coriandru la maturitate